# ريدج ريسر (لعبة فيديو 1993)
ريدج ريسر (بالإنجليزية: Ridge Racer)، هي لعبة فيديو يابانية، من تطوير ونشر شركة نامكو، صدرت اللعبة في الأسواق سنة 1993، وتعمل على عدة منصات، ومنها آركيد، وبلاي ستيشن.